# SXDF-NB1006-2
SXDF-NB1006-2 è una galassia remota situata nella costellazione della Balena, con un redshift di z = 7,213, ossia un tragitto della luce della galassia per giungere a noi di 12,91 miliardi di anni luce.
Scoperta dal Subaru XMM-Newton Deep Survey Field, nel giugno 2012, era stata definita come la galassia più lontana al quel momento conosciuta, poiché altre galassie remote, ipotizzate più distanti, non avevano ottenuto la conferma spettroscopica. Aveva superato il record detenuto in precedenza da GN-108036, anch'essa scoperta dal Telescopio Subaru.
Uno studio pubblicato nel giugno 2016 sulla rivista Science ha riportato i dati raccolti dal Atacama Large Millimeter/submillimeter Array (ALMA) da un team di studiosi dell'Osaka Sangyo University. Sono state rilevate quantità significative di ossigeno ionizzato in questa galassia estremamente distante, mentre non sono state misurate emissioni di carbonio e la presenza solo di una minima quantità di polvere. Quindi la galassia contiene solo una minima quantità di idrogeno non ionizzato probabilmente perché si erano formate numerose stelle luminose e massicce che, con l'emissione di raggi ultravioletti, hanno innescato la reionizzazione. Su larga scala, SXDF-NB1006-2 potrebbe rappresentare il prototipo di galassie responsabili della reionizzazione dell'Universo.